# بيت عنان (المخادر)

تعديل مصدري - تعديل

بيت عنان هي إحدى قرى عزلة السحول بمديرية المخادر التابعة لمحافظة إب، بلغ تعداد سكانها 594 نسمة حسب تعداد اليمن لعام 2004.